# Миролюбовка (Широковский район)
Миролюбовка (укр. Миролюбівка) — село,
Розылюксембургский сельский совет,
Широковский район,
Днепропетровская область,
Украина.
Код КОАТУУ — 1225885707. Население по переписи 2001 года составляло 607 человек .

## Географическое положение
Село Миролюбовка находится на расстоянии в 3 км от села Свистуново, в 7 км от города Кривой Рог и в 5,5 км от села Гречаные Поды.

## Экология
- В 1-м км от села расположены шламоотстойники ОАО «ЮГОК».